# أبو المظفر الإسفراييني
أبو المظفر شاهفور بن طاهر بن محمد الإسفراييني عالم مسلم أصولي (متخصص في علم أصول الفقه وعلم أصول الدين)، مفسر، وفقيه من فقهاء الشافعية. وهو من كبار أئمة أصول الدين وعلم الكلام، وقد ترجم له ابن عساكر في «تبيين كذب المفتري في ما نسب إلى الإمام الأشعري» في عداد رجال الطبقة الرابعة من الأشاعرة، واصفا إياه بالإمام الكامل، الفقيه الأصولي المفسر. سمع الحديث من أصحاب الأصم، وأصحاب أبي علي الرفاء، وكان له اتصال مصاهرة بالإمام أبي منصور البغدادي، وولد له منها النسل المبارك ومن غيرها، وكلهم كانوا وجوه أهل بلخ المشهورين المعروفين بها، والمتقدمين من علمائها وأئمتها.

## مؤلفاته
ألف أبو المظفر الإسفراييني كتبا عدة، في الأصول والتفسير والعقائد، ويبدو أن معظم هذه المؤلفات ضاعت، وما وصلنا منها إلا عدد قليل جدا، وهم كالتالي:
- كتاب التبصير في الدين وتمييز الفرقة الناجية عن الفرق الهالكين.
- كتاب الأوسط: ذكره الإسفراييني أكثر من مرة في مؤلفاته، ويدور موضوعه حول العقائد والملل.
- تاج التراجم في تفسير القرآن الكريم للأعاجم: وهو مطبوع أكثر من مرة.

## ثناء العلماء عليه
أثنى عليه جمع من العلماء:
- قال عنه الذهبي: «العلامة المفتي أبو المظفر طاهر بن محمد الإسفراييني ثم الطوسي الشافعي صاحب "التفسير الكبير". كان أحد الأعلام. حدث عن: ابن محمش، وأصحاب الأصم. روى عنه: زاهر الشحامي، وغيره. صاهر الأستاذ أبا منصور البغدادي. توفي بطوس في سنة إحدى وسبعين وأربعمائة».[5]
- وقال عنه الداودي[ ؟ ]: «الإمام الكامل، الفقيه الأصولى المفسر، جامع بارع. صنّف التفسير الكبير المشهور، وصنّف في الأصول، وسافر في طلب العلم، وحصل الكثير، وارتبطه نظام الملك بطوس فأقام بها سنين، ودرس بها سنين، ودرس بها في العلوم، وأفاد الكثير واستفاد الناس منه».[4]
- وقال عنه تاج الدين السبكي: «الإمام الأصولي الفقيه المفسر، ارتبطه نظام الملك بطوس. قال عبد الغافر: وصنف التفسير الكبير المشهور، وصنف في الأصول، وسافر في طلب العلم، قال: وسمع من أصحاب الأصم. قال: وكان له اتصال مصاهرة بالأستاذ أبي منصور البغدادي. توفي سنة إحدى وسبعين وأربع مائة».[6]
- وقال عنه محيي الدين النووي في شرح صحيح مسلم: «الأستاذ أبي المُظفر الإسفراييني من أئمتنا الخراسان[ ؟ ]يين المتكلمين[ ؟ ]».[7]

## من أشعاره
أنشد الإمام شاهفور لنفسه:
وأنشد الإمام شاهفور وقال أنشدنا هلال بن العلاء:
ذكره عبد الغافر الفارسي.

## وفاته
توفي أبو المظفر الإسفراييني بطوس سنة 471 هـ.

## وصلات خارجية
- تمييز الفرقة الناجية عن الفرق الهالكين - الإسفراييني على يوتيوب
- كتاب التبصير في الدين - الدكتور سليم علوان الأمين العام لدار الفتوى في أستراليا على يوتيوب